# Geophagus harreri
Geophagus harreri är en fiskart som beskrevs av Gosse, 1976. Geophagus harreri ingår i släktet Geophagus och familjen Cichlidae. Inga underarter finns listade i Catalogue of Life.